# Plasne
Plasne là một xã trong vùng hành chính Franche-Comté, thuộc tỉnh Jura, quận Lons-le-Saunier (quận), tổng Poligny. Tọa độ địa lý của xã là 46° 48' vĩ độ bắc, 05° 41' kinh độ đông. Plasne nằm trên độ cao trung bình là 580 mét trên mực nước biển, có điểm thấp nhất là 480 mét và điểm cao nhất là 606 mét. Xã có diện tích 7.76 km², dân số vào thời điểm 1999 là 254 người; mật độ dân số là 33 người/km².

## Thông tin nhân khẩu
| 1962 | 1968 | 1975 | 1982 | 1990 | 1999 |
| ---- | ---- | ---- | ---- | ---- | ---- |
| 222  | 226  | 240  | 237  | 215  | 254  |